# درازسری
درازسری (انگلیسی: Dolichocephaly) اصطلاحی است که برای توصیف سری که نسبت به عرضش طول بیشتری دارد، به کار می‌رود. در انسان، زورَق‌سری شکلی از درازسری است.
در سگ‌های درازسر (مانند لورچر یا ژرمن شپرد)، بینی کشیده است که آن‌ها را در برابر بیماری‌های قارچی بینی مانند آسپرژیلوسیس آسیب‌پذیر می‌کند. در انسان، قطر قدامی–خلفی (طول) سر درازسری بیشتر از قطر عرضی (عرض) آن است.
درازسری گاهی می‌تواند نشانه‌ای از نشانگان سنسن‌برنر، نشانگان کروزون، نشانگان سوتوس، CMFTD و نشانگان مارفان باشد. با این حال، این وضعیت به صورت غیرپاتولوژیک نیز به‌عنوان نتیجه‌ای از تفاوت‌های طبیعی بین جمعیت‌های انسانی رخ می‌دهد. استانداردهای تعیین درازسری بر اساس هنجارهای کالبدشناختی نژاد سفید استوار است و در نتیجه توصیف آن به‌عنوان یک وضعیت پزشکی ممکن است بازتاب‌دهنده تنوع موجود در جمعیت‌های انسانی مختلف نباشد.
در مردم‌شناسی، جمعیت‌های انسانی به‌عنوان دارای سرهای دراز (درازسری)، سرهای متوسط (میان‌سری)، یا سرهای کوتاه (کوتاه‌سری) طبقه‌بندی شده‌اند. سودمندی شاخص سر توسط جوزپه سرجی زیر سؤال رفت، کسی که استدلال کرد ریخت‌شناختی جمجمه وسیله بهتری برای مدل‌سازی نیاکان نژادی است.